# Roland Portères
Roland Roger Raoul Raymond Portères (* 7. April 1906 in Villiers-sur-Marne, Département Seine-et-Oise; † 20. März 1974 in Le Kremlin-Bicêtre) war ein französischer Ethnobotaniker und Agrarwissenschaftler. Sein botanisches Autorenkürzel lautet „Portères“.

## Leben
Portères war der Sohn eines Versicherungsangestellten. Nach seinem Abschluss als Agraringenieur am Institut national agronomique in Grignon im Jahr 1925 erwarb er seine Licence ès sciences als Ingenieur für tropische Agronomie und leistete anschließend seinen Militärdienst in Marokko ab. 1935 machte er seinen Abschluss in den Naturwissenschaften.
Während seiner Ausbildungszeit absolvierte der Portères mehrere Praktika im Labor für Koloniallandwirtschaft des Muséum national d’histoire naturelle. Von 1928 bis 1945 war er in Französisch-Westafrika als Bauingenieur der Landwirtschaftsbehörde tätig und leitete in dieser Zeit die Station Bingerville (Elfenbeinküste) sowie die Versuchsstationen für Kaffee- und Chinarindenbäume in Sérédou in Französisch-Guinea sowie in Man (Elfenbeinküste). Portères war ein Spezialist für Reisanbau und wissenschaftlicher Berater mehrerer Organisationen, darunter dem Institut français du café, du cacao et autres plantes stimulantes. 
1947 wurde er zum Chefingenieur ernannt und übernahm im Jahr darauf als Nachfolger des in den Ruhestand getretenen Botanikers Auguste Jean Baptiste Chevalier die Leitung des Lehrstuhls für Koloniallandwirtschaft am Muséum national d’histoire naturelle. Diese Abteilung, die 1958 in Tropische Agronomie umbenannt wurde, sollte schließlich – auf Portères’ Wunsch – 1963 den Namen Ethnobotanik erhalten. Ab den 1930er und 1940er Jahren baute er dort umfangreiche Sammlungen von Kulturpflanzen (insbesondere Reis und Kaffee) auf. Portères’ Labor für Ethnobotanik und Ethnozoologie war das erste in Europa und eines der ersten weltweit. 1961 veröffentlichte er darüber den programmatischen Artikel On peut classer l’ethnobotanique dans les sciences humaines-
Portères übernahm 1958 die Leitung der Lehrstühle für Phanerogamie und Kulturpflanzen. Er war auch Professor an der École supérieure d’application d'agriculture tropicale und am Institut de médecine vétérinaire et d’élevage des pays chauds. Er war Chefredakteur des Journal d’agriculture tropicale et de botanique appliquée (JATBA), 1965 zusammen mit André-Georges Haudricourt Präsident und Gründer der Société d’ethnozoologie et d’ethnobotanique und ab 1970 Professor für Ethnobotanik, verantwortlich für das Zertifikat für Ethnobotanik und Ethnozoologie an der Universität Paris V (UER de Sciences sociales, Lehr- und Forschungseinheiten der Sozialwissenschaften).
Portères’ Werk war der tropischen Flora und Agronomie sowie der Ethnobotanik gewidmet. Er galt in Frankreich als Pionier dieser Disziplin und weitete diese bis zur Ethnozoologie aus. Er pflegte Kontakte mit Spezialisten aus den Geisteswissenschaften, Ethnologen, Archäologen, Linguisten und Philosophen. Zu den mehr als 200 Veröffentlichungen aus seiner Feder zählen Rapport de mission sur le quinquina et le caféier arabica au Cameroun français: septembre et octobre 1943, les appellations des céréales en Afrique (1960) und Lexique et bribes concernant l’ethnobotanique du Baoulé Sud à Lamto (1962–1963). Schließlich etablierte Portères in seinem Labor im Muséum national d’histoire naturelle eine kooperative Forschung im Rahmen des CNRS-Programms.
Von 1963 bis 1964 besuchte Portères ein Sanatorium und musste kurz darauf ins Krankenhaus eingeliefert werden, nachdem er von einem Motorrad angefahren worden war. Im März 1974 wurde er in das Krankenhaus Le Kremlin-Bicêtre eingewiesen, wo er bis zu seinem Tod blieb. Er starb an den Folgen eines chirurgischen Eingriffs.
Portères heiratete 1932 Hélène Develay, mit der er acht Kinder hatte.

## Dedikationsnamen
Tsuguo Tateoka benannte 1965 die Süßgras-Gattung Porteresia nach Roland Portères, die heute als Synonym für Oryza gilt.